# Danh sách tiểu hành tinh: 15601–15700
| Tên                | Tên đầu tiên | Ngày phát hiện       | Nơi phát hiện                      | Người phát hiện                                        |
| ------------------ | ------------ | -------------------- | ---------------------------------- | ------------------------------------------------------ |
| 15601 -            | 2000 GZ106   | 7 tháng 4 năm 2000   | Socorro                            | LINEAR                                                 |
| 15602 -            | 2000 GA108   | 7 tháng 4 năm 2000   | Socorro                            | LINEAR                                                 |
| 15603 -            | 2000 GG108   | 7 tháng 4 năm 2000   | Socorro                            | LINEAR                                                 |
| 15604 Fruits       | 2000 GT108   | 7 tháng 4 năm 2000   | Socorro                            | LINEAR                                                 |
| 15605 -            | 2000 GY114   | 7 tháng 4 năm 2000   | Socorro                            | LINEAR                                                 |
| 15606 Winer        | 2000 GU122   | 11 tháng 4 năm 2000  | Fountain Hills                     | C. W. Juels                                            |
| 15607 -            | 2000 GA124   | 7 tháng 4 năm 2000   | Socorro                            | LINEAR                                                 |
| 15608 Owens        | 2000 GK124   | 7 tháng 4 năm 2000   | Socorro                            | LINEAR                                                 |
| 15609 Kosmaczewski | 2000 GP124   | 7 tháng 4 năm 2000   | Socorro                            | LINEAR                                                 |
| 15610 -            | 2000 GY126   | 7 tháng 4 năm 2000   | Socorro                            | LINEAR                                                 |
| 15611 -            | 2000 GD127   | 7 tháng 4 năm 2000   | Socorro                            | LINEAR                                                 |
| 15612 -            | 2000 GV133   | 7 tháng 4 năm 2000   | Socorro                            | LINEAR                                                 |
| 15613 -            | 2000 GH136   | 12 tháng 4 năm 2000  | Socorro                            | LINEAR                                                 |
| 15614 Pillinger    | 2000 GA143   | 7 tháng 4 năm 2000   | Anderson Mesa                      | LONEOS                                                 |
| 15615 -            | 2000 HU1     | 25 tháng 4 năm 2000  | Đài thiên văn Zvjezdarnica Višnjan | K. Korlević                                            |
| 15616 -            | 2000 HG10    | 27 tháng 4 năm 2000  | Socorro                            | LINEAR                                                 |
| 15617 Fallowfield  | 2000 HK10    | 27 tháng 4 năm 2000  | Socorro                            | LINEAR                                                 |
| 15618 Lorifritz    | 2000 HF11    | 27 tháng 4 năm 2000  | Socorro                            | LINEAR                                                 |
| 15619 Albertwu     | 2000 HE13    | 28 tháng 4 năm 2000  | Socorro                            | LINEAR                                                 |
| 15620 Beltrami     | 2000 HQ14    | 29 tháng 4 năm 2000  | Prescott                           | P. G. Comba                                            |
| 15621 Erikhovland  | 2000 HO20    | 29 tháng 4 năm 2000  | Haleakala                          | NEAT                                                   |
| 15622 Westrich     | 2000 HY20    | 27 tháng 4 năm 2000  | Socorro                            | LINEAR                                                 |
| 15623 -            | 2000 HU30    | 28 tháng 4 năm 2000  | Socorro                            | LINEAR                                                 |
| 15624 Lamberton    | 2000 HB31    | 28 tháng 4 năm 2000  | Socorro                            | LINEAR                                                 |
| 15625 -            | 2000 HB35    | 27 tháng 4 năm 2000  | Socorro                            | LINEAR                                                 |
| 15626 -            | 2000 HR50    | 29 tháng 4 năm 2000  | Socorro                            | LINEAR                                                 |
| 15627 Hong         | 2000 HW52    | 29 tháng 4 năm 2000  | Socorro                            | LINEAR                                                 |
| 15628 Gonzales     | 2000 HA53    | 29 tháng 4 năm 2000  | Socorro                            | LINEAR                                                 |
| 15629 Sriner       | 2000 HK53    | 29 tháng 4 năm 2000  | Socorro                            | LINEAR                                                 |
| 15630 Disanti      | 2000 HT56    | 24 tháng 4 năm 2000  | Anderson Mesa                      | LONEOS                                                 |
| 15631 Dellorusso   | 2000 HT57    | 24 tháng 4 năm 2000  | Anderson Mesa                      | LONEOS                                                 |
| 15632 Magee-Sauer  | 2000 HU70    | 26 tháng 4 năm 2000  | Anderson Mesa                      | LONEOS                                                 |
| 15633 -            | 2000 JZ1     | 2 tháng 5 năm 2000   | Socorro                            | LINEAR                                                 |
| 15634 -            | 2000 JD15    | 6 tháng 5 năm 2000   | Socorro                            | LINEAR                                                 |
| 15635 Andrewhager  | 2000 JV27    | 7 tháng 5 năm 2000   | Socorro                            | LINEAR                                                 |
| 15636 -            | 2000 JD31    | 7 tháng 5 năm 2000   | Socorro                            | LINEAR                                                 |
| 15637 -            | 2000 JY53    | 6 tháng 5 năm 2000   | Socorro                            | LINEAR                                                 |
| 15638 -            | 2000 JA65    | 5 tháng 5 năm 2000   | Socorro                            | LINEAR                                                 |
| 15639 -            | 2074 P-L     | 24 tháng 9 năm 1960  | Palomar                            | C. J. van Houten, I. van Houten-Groeneveld, T. Gehrels |
| 15640 -            | 2632 P-L     | 24 tháng 9 năm 1960  | Palomar                            | C. J. van Houten, I. van Houten-Groeneveld, T. Gehrels |
| 15641 -            | 2668 P-L     | 24 tháng 9 năm 1960  | Palomar                            | C. J. van Houten, I. van Houten-Groeneveld, T. Gehrels |
| 15642 -            | 2679 P-L     | 24 tháng 9 năm 1960  | Palomar                            | C. J. van Houten, I. van Houten-Groeneveld, T. Gehrels |
| 15643 -            | 3540 P-L     | 17 tháng 10 năm 1960 | Palomar                            | C. J. van Houten, I. van Houten-Groeneveld, T. Gehrels |
| 15644 -            | 4157 P-L     | 24 tháng 9 năm 1960  | Palomar                            | C. J. van Houten, I. van Houten-Groeneveld, T. Gehrels |
| 15645 -            | 4163 P-L     | 24 tháng 9 năm 1960  | Palomar                            | C. J. van Houten, I. van Houten-Groeneveld, T. Gehrels |
| 15646 -            | 4555 P-L     | 24 tháng 9 năm 1960  | Palomar                            | C. J. van Houten, I. van Houten-Groeneveld, T. Gehrels |
| 15647 -            | 4556 P-L     | 24 tháng 9 năm 1960  | Palomar                            | C. J. van Houten, I. van Houten-Groeneveld, T. Gehrels |
| 15648 -            | 6115 P-L     | 24 tháng 9 năm 1960  | Palomar                            | C. J. van Houten, I. van Houten-Groeneveld, T. Gehrels |
| 15649 -            | 6317 P-L     | 24 tháng 9 năm 1960  | Palomar                            | C. J. van Houten, I. van Houten-Groeneveld, T. Gehrels |
| 15650 -            | 6725 P-L     | 24 tháng 9 năm 1960  | Palomar                            | C. J. van Houten, I. van Houten-Groeneveld, T. Gehrels |
| 15651 Tlepolemos   | 9612 P-L     | 22 tháng 10 năm 1960 | Palomar                            | C. J. van Houten, I. van Houten-Groeneveld, T. Gehrels |
| 15652 -            | 1048 T-1     | 25 tháng 3 năm 1971  | Palomar                            | C. J. van Houten, I. van Houten-Groeneveld, T. Gehrels |
| 15653 -            | 1080 T-1     | 25 tháng 3 năm 1971  | Palomar                            | C. J. van Houten, I. van Houten-Groeneveld, T. Gehrels |
| 15654 -            | 1176 T-1     | 25 tháng 3 năm 1971  | Palomar                            | C. J. van Houten, I. van Houten-Groeneveld, T. Gehrels |
| 15655 -            | 2209 T-1     | 25 tháng 3 năm 1971  | Palomar                            | C. J. van Houten, I. van Houten-Groeneveld, T. Gehrels |
| 15656 -            | 3277 T-1     | 26 tháng 3 năm 1971  | Palomar                            | C. J. van Houten, I. van Houten-Groeneveld, T. Gehrels |
| 15657 -            | 1125 T-2     | 29 tháng 9 năm 1973  | Palomar                            | C. J. van Houten, I. van Houten-Groeneveld, T. Gehrels |
| 15658 -            | 1265 T-2     | 29 tháng 9 năm 1973  | Palomar                            | C. J. van Houten, I. van Houten-Groeneveld, T. Gehrels |
| 15659 -            | 2141 T-2     | 29 tháng 9 năm 1973  | Palomar                            | C. J. van Houten, I. van Houten-Groeneveld, T. Gehrels |
| 15660 -            | 3025 T-2     | 30 tháng 9 năm 1973  | Palomar                            | C. J. van Houten, I. van Houten-Groeneveld, T. Gehrels |
| 15661 -            | 3281 T-2     | 30 tháng 9 năm 1973  | Palomar                            | C. J. van Houten, I. van Houten-Groeneveld, T. Gehrels |
| 15662 -            | 4064 T-2     | 29 tháng 9 năm 1973  | Palomar                            | C. J. van Houten, I. van Houten-Groeneveld, T. Gehrels |
| 15663 Periphas     | 4168 T-2     | 29 tháng 9 năm 1973  | Palomar                            | C. J. van Houten, I. van Houten-Groeneveld, T. Gehrels |
| 15664 -            | 4050 T-3     | 16 tháng 10 năm 1977 | Palomar                            | C. J. van Houten, I. van Houten-Groeneveld, T. Gehrels |
| 15665 -            | 4094 T-3     | 16 tháng 10 năm 1977 | Palomar                            | C. J. van Houten, I. van Houten-Groeneveld, T. Gehrels |
| 15666 -            | 5021 T-3     | 16 tháng 10 năm 1977 | Palomar                            | C. J. van Houten, I. van Houten-Groeneveld, T. Gehrels |
| 15667 -            | 5046 T-3     | 16 tháng 10 năm 1977 | Palomar                            | C. J. van Houten, I. van Houten-Groeneveld, T. Gehrels |
| 15668 -            | 5138 T-3     | 16 tháng 10 năm 1977 | Palomar                            | C. J. van Houten, I. van Houten-Groeneveld, T. Gehrels |
| 15669 Pshenichner  | 1974 ST1     | 19 tháng 9 năm 1974  | Nauchnij                           | L. I. Chernykh                                         |
| 15670 -            | 1975 SO1     | 30 tháng 9 năm 1975  | Palomar                            | S. J. Bus                                              |
| 15671 -            | 1977 EP6     | 12 tháng 3 năm 1977  | Kiso                               | H. Kosai, K. Hurukawa                                  |
| 15672 Sato-Norio   | 1977 EX7     | 12 tháng 3 năm 1977  | Kiso                               | H. Kosai, K. Hurukawa                                  |
| 15673 Chetaev      | 1978 PV2     | 8 tháng 8 năm 1978   | Nauchnij                           | N. S. Chernykh                                         |
| 15674 -            | 1978 RR7     | 2 tháng 9 năm 1978   | La Silla                           | C.-I. Lagerkvist                                       |
| 15675 Goloseevo    | 1978 SP5     | 27 tháng 9 năm 1978  | Nauchnij                           | L. I. Chernykh                                         |
| 15676 Almoisheev   | 1978 TQ5     | 8 tháng 10 năm 1978  | Nauchnij                           | L. I. Chernykh                                         |
| 15677 -            | 1980 TZ5     | 14 tháng 10 năm 1980 | Nanking                            | Purple Mountain Observatory                            |
| 15678 -            | 1981 DM      | 28 tháng 2 năm 1981  | Siding Spring                      | S. J. Bus                                              |
| 15679 -            | 1981 DA1     | 28 tháng 2 năm 1981  | Siding Spring                      | S. J. Bus                                              |
| 15680 -            | 1981 EV7     | 1 tháng 3 năm 1981   | Siding Spring                      | S. J. Bus                                              |
| 15681 -            | 1981 ES17    | 2 tháng 3 năm 1981   | Siding Spring                      | S. J. Bus                                              |
| 15682 -            | 1981 EB25    | 2 tháng 3 năm 1981   | Siding Spring                      | S. J. Bus                                              |
| 15683 -            | 1981 EX25    | 2 tháng 3 năm 1981   | Siding Spring                      | S. J. Bus                                              |
| 15684 -            | 1981 ED28    | 2 tháng 3 năm 1981   | Siding Spring                      | S. J. Bus                                              |
| 15685 -            | 1981 EU33    | 1 tháng 3 năm 1981   | Siding Spring                      | S. J. Bus                                              |
| 15686 -            | 1981 EW33    | 1 tháng 3 năm 1981   | Siding Spring                      | S. J. Bus                                              |
| 15687 -            | 1981 ES38    | 1 tháng 3 năm 1981   | Siding Spring                      | S. J. Bus                                              |
| 15688 -            | 1981 UW23    | 24 tháng 10 năm 1981 | Palomar                            | S. J. Bus                                              |
| 15689 -            | 1981 UP25    | 25 tháng 10 năm 1981 | Palomar                            | S. J. Bus                                              |
| 15690 -            | 1982 JD3     | 15 tháng 5 năm 1982  | Palomar                            | Palomar                                                |
| 15691 Maslov       | 1982 TF1     | 14 tháng 10 năm 1982 | Nauchnij                           | L. G. Karachkina                                       |
| 15692 -            | 1984 RA      | 1 tháng 9 năm 1984   | Palomar                            | M. A. Barucci                                          |
| 15693 -            | 1984 SN6     | 23 tháng 9 năm 1984  | La Silla                           | H. Debehogne                                           |
| 15694 -            | 1985 RR3     | 7 tháng 9 năm 1985   | La Silla                           | H. Debehogne                                           |
| 15695 Fedorshpig   | 1985 RJ5     | 11 tháng 9 năm 1985  | Nauchnij                           | N. S. Chernykh                                         |
| 15696 -            | 1986 QG1     | 26 tháng 8 năm 1986  | La Silla                           | H. Debehogne                                           |
| 15697 -            | 1986 QO1     | 27 tháng 8 năm 1986  | La Silla                           | H. Debehogne                                           |
| 15698 -            | 1986 QO2     | 28 tháng 8 năm 1986  | La Silla                           | H. Debehogne                                           |
| 15699 -            | 1986 VM6     | 6 tháng 11 năm 1986  | Anderson Mesa                      | E. Bowell                                              |
| 15700 -            | 1987 QD      | 24 tháng 8 năm 1987  | Palomar                            | S. Singer-Brewster                                     |